# Laterale velare approssimante
La laterale velare approssimante è un tipo di consonante; il suo simbolo nell'alfabeto fonetico internazionale è ⟨ʟ⟩. Tale suono può esistere nella lingua italiana come variante allofona quando la lettera ⟨l⟩ si trova fra una velare (/k/ o /ɡ/) e una vocale posteriore (/o/, /ɔ/ oppure /u/) come in "glottologia" [gʟottolo'ʤia]; è inoltre presente nel dialetto livornese quando una doppia l cade dopo una vocale accentata (es: bèllo).